# Acianthera odontotepala
Acianthera odontotepala é  uma espécie de orquídea (Orchidaceae) que existe em Cuba, Hispaniola e Jamaica, antigamente subordinada ao gênero Pleurothallis.

## Publicação e sinônimos
- Acianthera odontotepala (Rchb.f.) Luer, Monogr. Syst. Bot. Missouri Bot. Gard. 95: 254 (2004).

Sinônimos homotípicos:
- Pleurothallis odontotepala Rchb.f., Flora 48: 275 (1865).

Sinônimos homotípicos:
- Pleurothallis brachypetala Griseb., Cat. Pl. Cub.: 257 (1866).